# Effets visuels
Ne doit pas être confondu avec Effets spéciaux.
 (janvier 2023).

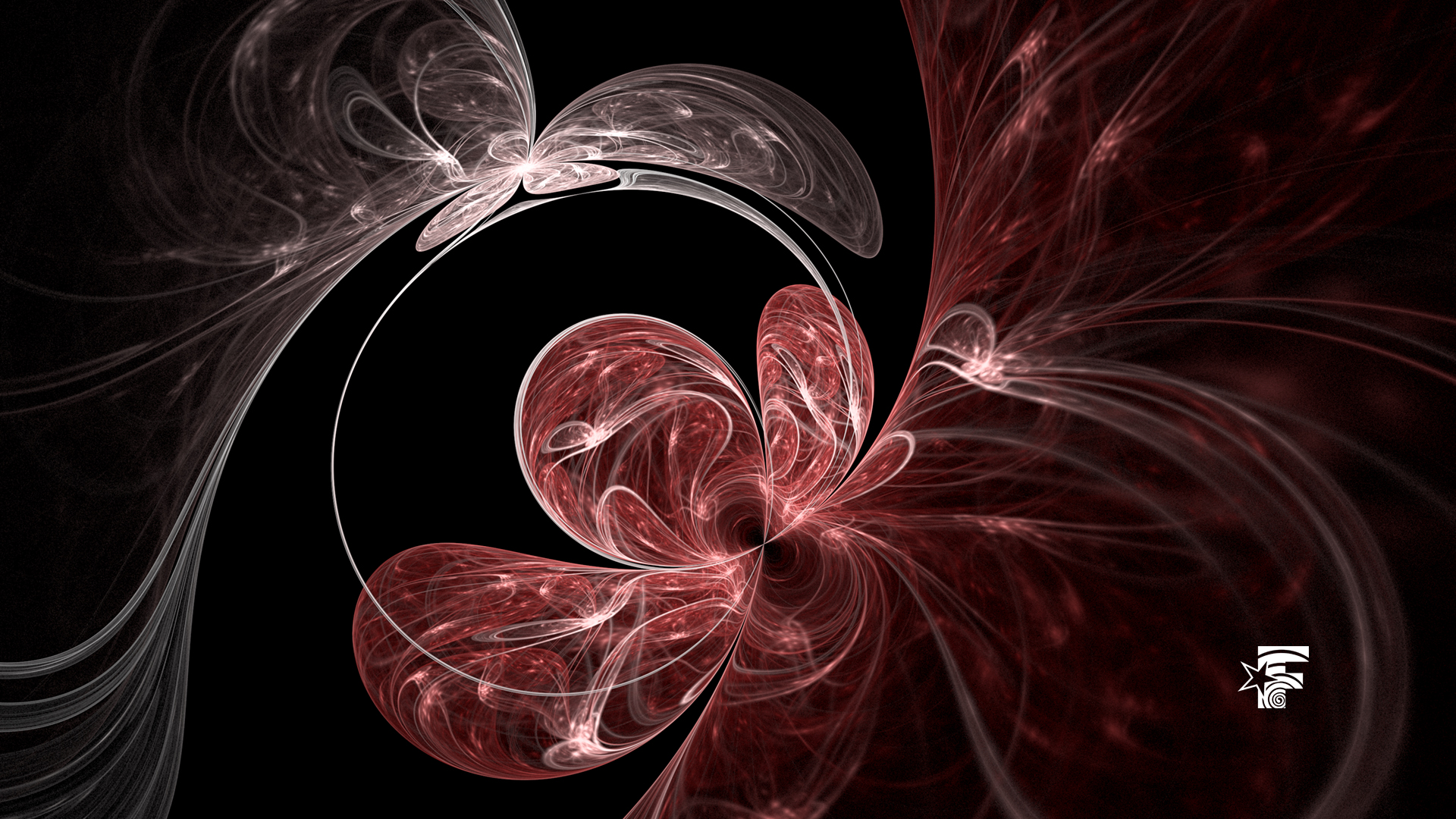
Fractales

Dans le cinéma, les effets visuels (en abrégé VFX pour Visual effects en anglais dont « Effects » est devenu « FX », par raccourci phonétique) ou effets optiques sont les processus par lesquels l'image est créée ou modifiée, en dehors du contexte de la prise de vue principale. Le plan est altéré par l'ajout d'autres prises de vues réelles, de trompe-l'œil, ou d'images générées par ordinateur (CGI).
Les effets visuels reproduisent virtuellement mais de manière réaliste des environnements qu'il serait dangereux, coûteux, peu pratique ou impossible de tourner en prise de vues réelles. Les effets visuels sont devenus accessibles au réalisateur indépendant, avec l'introduction de logiciels d'animation et de compositing grâce à des prix de plus en plus abordables et une prise en main simplifiée.
À l'opposé, d'autres effets spéciaux peuvent être créés sur le tournage même, les effets pratiques ou mécaniques (en). Les deux procédés sont souvent combinés pour parvenir à un résultat convainquant.

## Utilisation
Les effets visuels sont souvent partie intégrante d'un film. Bien que la plupart des effets visuels soient terminés au cours de la post-production, ils doivent généralement être soigneusement planifiés et mis en scène, en pré-production et production. Les effets visuels sont principalement effectués en Post-Production avec l'utilisation de plusieurs outils et technologies, telles que la conception graphique, la modélisation, l'animation, tandis que les effets spéciaux tels que des explosions et des poursuites en voiture sont effectués sur le tournage même, en prise de vues réelles. Un superviseur des effets visuels est généralement impliqué dans la production à un stade précoce pour travailler en étroite collaboration avec la production et le réalisateur, afin de guider et de diriger les équipes nécessaires pour obtenir les effets souhaités.
De nombreux studios dans le monde sont spécialisés dans le domaine des effets visuels, parmi lesquels : Rodeo FX, Alchemy 24, RayonFX, Digital Domain, DreamWorks Animation, Framestore, Weta Digital, Industrial Light & Magic, Double Negative et la Moving Picture Company.

## Catégories
Les effets visuels peuvent être divisés en au moins deux catégories (non exhaustives) :
- le matte paintings et des images fixes : des peintures (numérique ou traditionnelle) ou des photographies qui servent de plaques de fond pour les personnages en 3D, les effets de particules, les ensembles numériques et qui constituent le plus souvent l'arrière-plan d'une scène ;
- Digital effects (couramment abrégé en digital FX ou FX) sont les différents processus par lesquels les images sont créées ou manipulées. Ils impliquent souvent l'intégration de la photographie et de l'image générée par ordinateur (CGI) afin de créer des environnements se rapprochant de la réalité, et qu'il serait dangereux, coûteux, voire impossible, de capter en prise de vues réelles.

## Types
Les effets visuels (ou VFX) comprennent notamment :
- la simulation FX ;
- l'animation ;
- la modélisation ;
- le matte painting ;
- le compositing.